# Laugarás
Laugarás is een klein plaatsje in het zuidwesten van IJsland dat min of meer tussen Reykholt en Flúðir in ligt. In beide plaatsjes komt veel geothermische activiteit voor en ook in Laugarás liggen meerdere warmwaterbronnen aan de oppervlakte en rijzen stoompluimen omhoog. Laugarás ligt aan de rivier Hvítá en op een steenworp daarvan ligt het vroeger belangrijke bisdom Skálholt. In IJsland wordt í Árnessýslu aan de naam toegevoegd om het te onderscheiden van een gelijknamig natuurgebied bij Reykjavík.
De plaats ligt bij de brug van weg nr. 31) over de Hvítá. De afstand over de weg naar Reykjavík bedraagt 92 km., naar Reykholt is het 11 km. De bodemwarmte wordt benut voor groente- en fruitteelt.
In 2013 woonden er in Laugarás 126 personen, in 2015 telde het 103 inwoners.

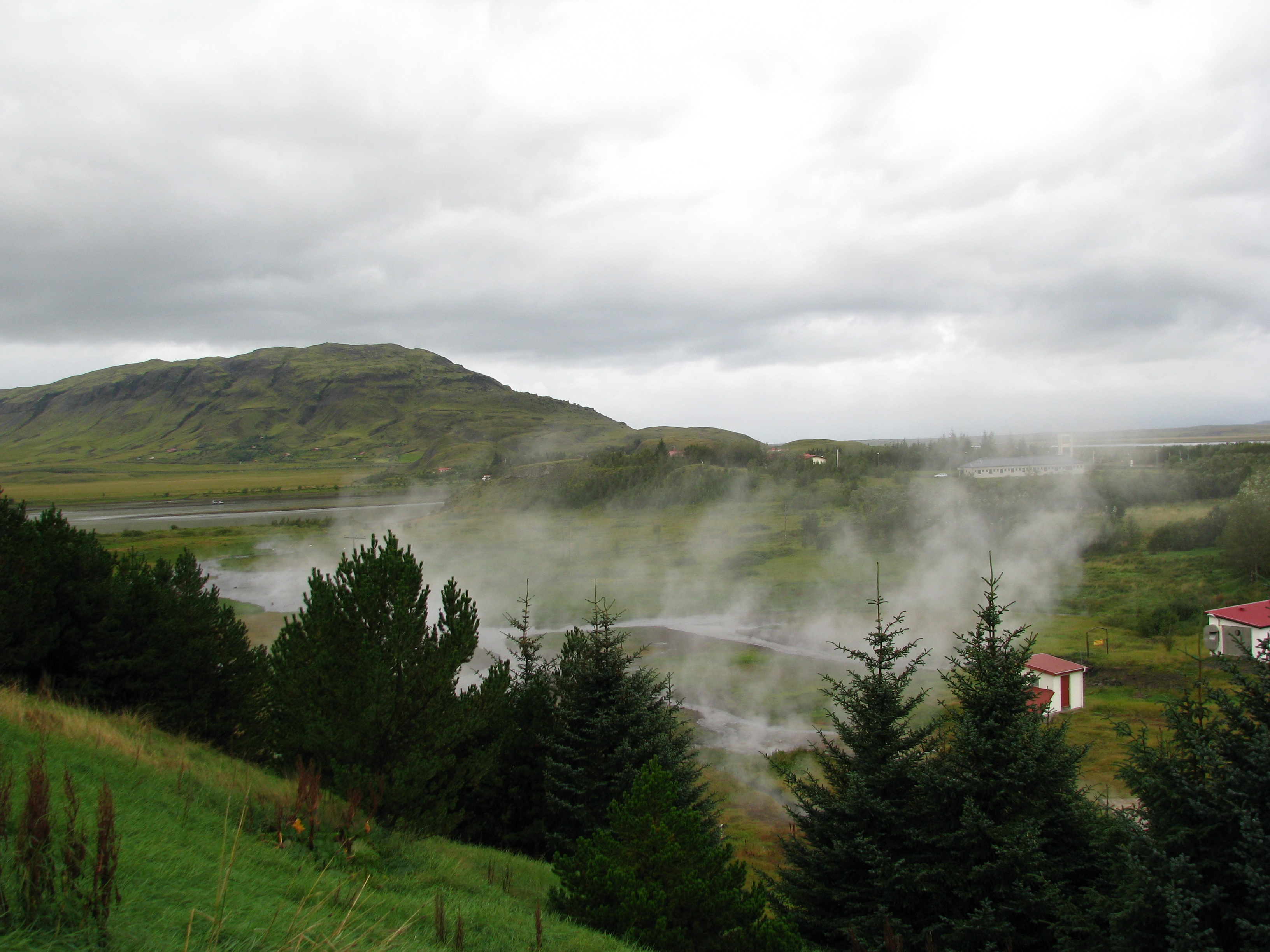
Laugarás met de Hvítá en links op de achtergrond de berg Vörðufell.